# National Board of Review de melhor ator coadjuvante
O National Board of Review de Melhor Ator Coadjuvante é um dos prêmios anuais entregues pelo National Board of Review.

## Vencedores

### Anos 1950
| Ano  | Vencedor                         | Filme                            | Personagem                       |
| ---- | -------------------------------- | -------------------------------- | -------------------------------- |
| 1954 | John Williams                    | Dial M for Murder                | Inspetor Chefe Hubbard           |
| 1954 | John Williams                    | Sabrina                          | Thomas Fairchild                 |
| 1955 | Charles Bickford                 | Not as a Stranger                | Dr. Dave W. Runkleman            |
| 1956 | Richard Basehart                 | Moby Dick                        | Marujo Ishmael                   |
| 1957 | Sessue Hayakawa                  | The Bridge on the River Kwai     | Coronel Saito                    |
| 1958 | Albert Salmi                     | The Bravados                     | Ed Taylor                        |
| 1958 | Albert Salmi                     | The Brothers Karamazov           | Smerdjakov                       |
| 1959 | Não há informação sobre este ano | Não há informação sobre este ano | Não há informação sobre este ano |

### Anos 1960
| Ano  | Vencedor         | Filme                      | Personagem            |
| ---- | ---------------- | -------------------------- | --------------------- |
| 1960 | George Peppard   | Home from the Hill         | Raphael "Rafe" Copley |
| 1961 | Jackie Gleason   | The Hustler                | Minnesota Fats        |
| 1962 | Burgess Meredith | Advise and Consent         | Herbert Gelman        |
| 1963 | Melvyn Douglas   | Hud                        | Homer Bannon          |
| 1964 | Martin Balsam    | The Carpetbaggers          | Bernard B. Norman     |
| 1965 | Harry Andrews    | The Agony and the Ecstasy  | Bramante              |
| 1965 | Harry Andrews    | The Hill                   | Bert Wilson           |
| 1966 | Robert Shaw      | A Man for All Seasons      | Rei Henrique VIII     |
| 1967 | Paul Ford        | The Comedians              | Smith                 |
| 1968 | Leo McKern       | The Shoes of the Fisherman | Cardeal Leone         |
| 1969 | Philippe Noiret  | Topaz                      | Henri Jarre           |

### Anos 1970
| Ano  | Vencedor           | Filme                    | Personagem              |
| ---- | ------------------ | ------------------------ | ----------------------- |
| 1970 | Frank Langella     | Diary of a Mad Housewife | George Prager           |
| 1970 | Frank Langella     | The Twelve Chairs        | Ostap Bender            |
| 1971 | Ben Johnson        | The Last Picture Show    | Sam, o Leão             |
| 1972 | Joel Grey          | Cabaret                  | Mestre de Cerimônias    |
| 1972 | Al Pacino          | The Godfather            | Michael Corleone        |
| 1973 | John Houseman      | The Paper Chase          | Charles Kingsfield, Jr. |
| 1974 | Holger Löwenadler  | Lacombe, Lucien          | Albert Horn, o alfaiate |
| 1975 | Charles Durning    | Dog Day Afternoon        | Eugene Moretti          |
| 1976 | Jason Robards      | All the President's Men  | Ben Bradlee             |
| 1977 | Tom Skerritt       | The Turning Point        | Wayne                   |
| 1978 | Richard Farnsworth | Comes a Horseman         | Dodger                  |
| 1979 | Paul Dooley        | Breaking Away            | Raymond Stohler         |

### Anos 1980
| Ano  | Vencedor              | Filme                   | Personagem                          |
| ---- | --------------------- | ----------------------- | ----------------------------------- |
| 1980 | Joe Pesci             | Raging Bull             | Joey LaMotta                        |
| 1981 | Jack Nicholson        | Reds                    | Eugene O'Neill                      |
| 1982 | Robert Preston        | Victor/Victoria         | Carroll "Toddy" Todd                |
| 1983 | Jack Nicholson        | Terms of Endearment     | Garrett Breedlove                   |
| 1984 | John Malkovich        | Places in the Heart     | Sr. Will                            |
| 1985 | Klaus Maria Brandauer | Out of Africa           | Barão Bror Blixen/Barão Hans Blixen |
| 1986 | Daniel Day-Lewis      | My Beautiful Laundrette | Johnny                              |
| 1986 | Daniel Day-Lewis      | A Room with a View      | Cecil Vyse                          |
| 1987 | Sean Connery          | The Untouchables        | Jim Malone                          |
| 1988 | River Phoenix         | Running on Empty        | Danny Pope                          |
| 1989 | Alan Alda             | Crimes and Misdemeanors | Lester                              |

### Anos 1990
| Ano  | Vencedor               | Filme                       | Personagem          |
| ---- | ---------------------- | --------------------------- | ------------------- |
| 1990 | Joe Pesci              | Goodfellas                  | Tommy DeVito        |
| 1991 | Anthony Hopkins        | The Silence of the Lambs    | Hannibal Lecter     |
| 1992 | Jack Nicholson         | A Few Good Men              | Nathan R. Jessep    |
| 1993 | Leonardo DiCaprio      | What's Eating Gilbert Grape | Arnie Grape         |
| 1994 | Gary Sinise            | Forrest Gump                | Tenente Dan Taylor  |
| 1995 | Kevin Spacey           | The Usual Suspects          | Roger "Verbal" Kint |
| 1996 | Edward Norton          | Everyone Says I Love You    | Holden Spence       |
| 1997 | Greg Kinnear           | As Good As It Gets          | Simon Bishop        |
| 1998 | Ed Harris              | The Truman Show             | Christof            |
| 1999 | Philip Seymour Hoffman | Magnolia                    | Phil Parma          |
| 1999 | Philip Seymour Hoffman | The Talented Mr. Ripley     | Freddie Miles       |

### Anos 2000
| Ano  | Vencedor            | Filme                               | Personagem         |
| ---- | ------------------- | ----------------------------------- | ------------------ |
| 2000 | Joaquin Phoenix     | Gladiator                           | Cómodo             |
| 2000 | Joaquin Phoenix     | Quills                              | Abbe Coulmier      |
| 2000 | Joaquin Phoenix     | The Yards                           | Willie             |
| 2001 | Jim Broadbent       | Iris                                | John Bayley        |
| 2001 | Jim Broadbent       | Moulin Rouge!                       | Harold Zidler      |
| 2002 | Chris Cooper        | Adaptation.                         | John Laroche       |
| 2003 | Alec Baldwin        | The Cooler                          | Shelly Kaplow      |
| 2004 | Thomas Haden Church | Sideways                            | Jack Lopate        |
| 2005 | Jake Gyllenhaal     | Brokeback Mountain                  | Jack Twist         |
| 2006 | Djimon Hounsou      | Blood Diamond                       | Solomon Vandy      |
| 2007 | Casey Affleck       | The Assassination of Jesse James... | Robert Ford        |
| 2008 | Josh Brolin         | Milk                                | Dan White          |
| 2009 | Woody Harrelson     | The Messenger                       | Capitão Tony Stone |

### Anos 2010
| Ano  | Vencedor            | Filme                         | Personagem             |
| ---- | ------------------- | ----------------------------- | ---------------------- |
| 2010 | Christian Bale      | The Fighter                   | Dicky Eklund           |
| 2011 | Christopher Plummer | Beginners                     | Hal                    |
| 2012 | Leonardo DiCaprio   | Django Unchained              | Calvine Candie         |
| 2013 | Will Forte          | Nebraska                      | David Grant            |
| 2014 | Edward Norton       | Birdman                       | Mike Shiner            |
| 2015 | Sylvester Stallone  | Creed                         | Rocky Balboa           |
| 2015 | Jeff Bridges        | Hell or High Water            | Xerife Marcus Hamilton |
| 2017 | Willem Dafoe        | The Florida Project           | Bobby Hicks            |
| 2018 | Sam Elliott         | A Star Is Born                | Bobby Maine            |
| 2019 | Brad Pitt           | Once Upon a Time in Hollywood | Cliff Booth            |